# Capra (etnografie)

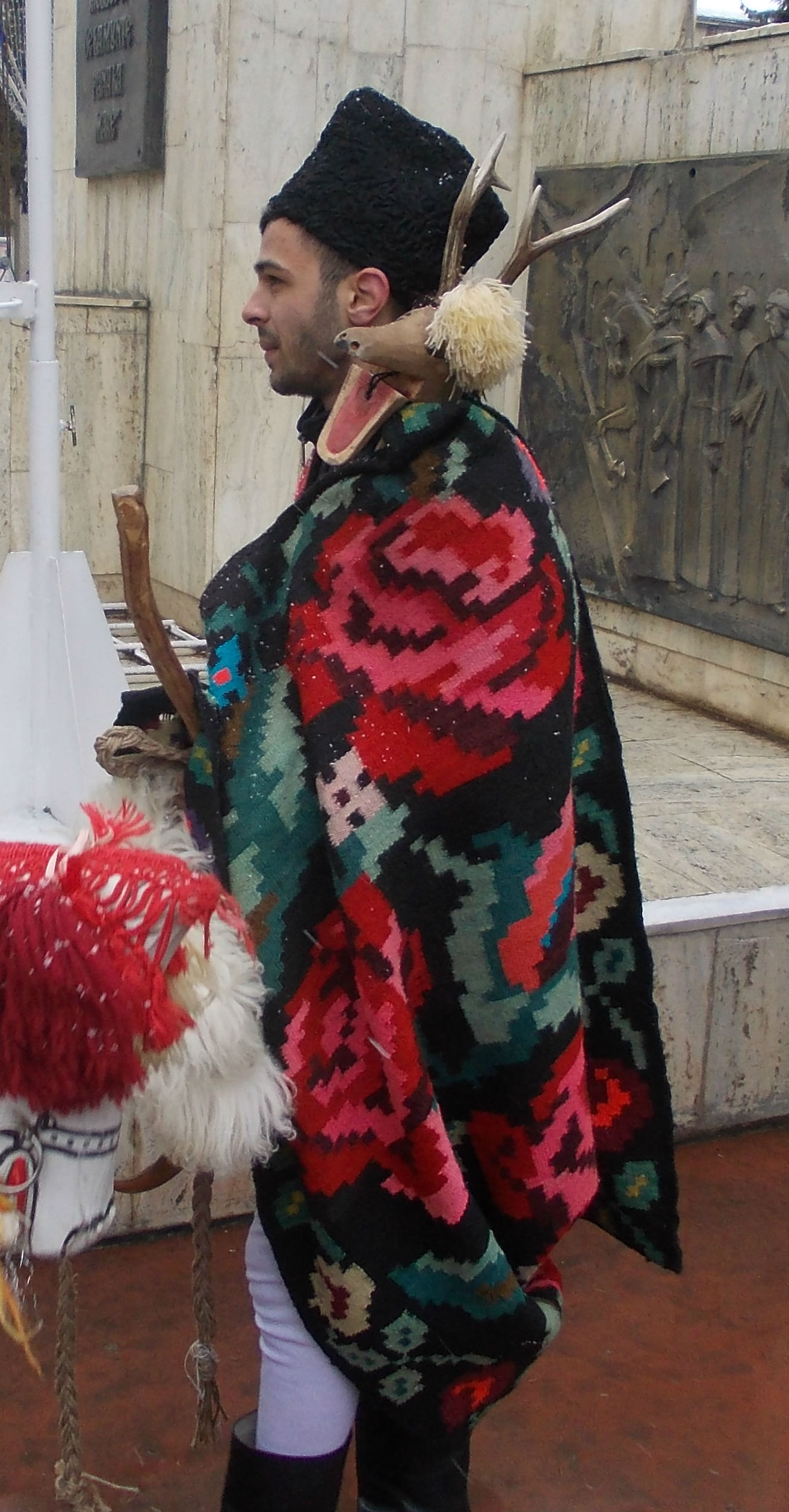
Costum pentru dansul caprei, zona Neamț

Capra (Mersul cu capra) este numele dat unui dans tradițional românesc practicat de Anul Nou. Este executat de un flăcău mascat în chip de capră și îmbrăcat cu un cojoc pe dos. Capra și însoțitorii ei umblă din casă în casă, dansând la ușa fiecăruia în prag de Revelion.
Acest obicei a fost menționat prima dată în Descrierea Moldovei de Dimitrie Cantemir.

## Galerie

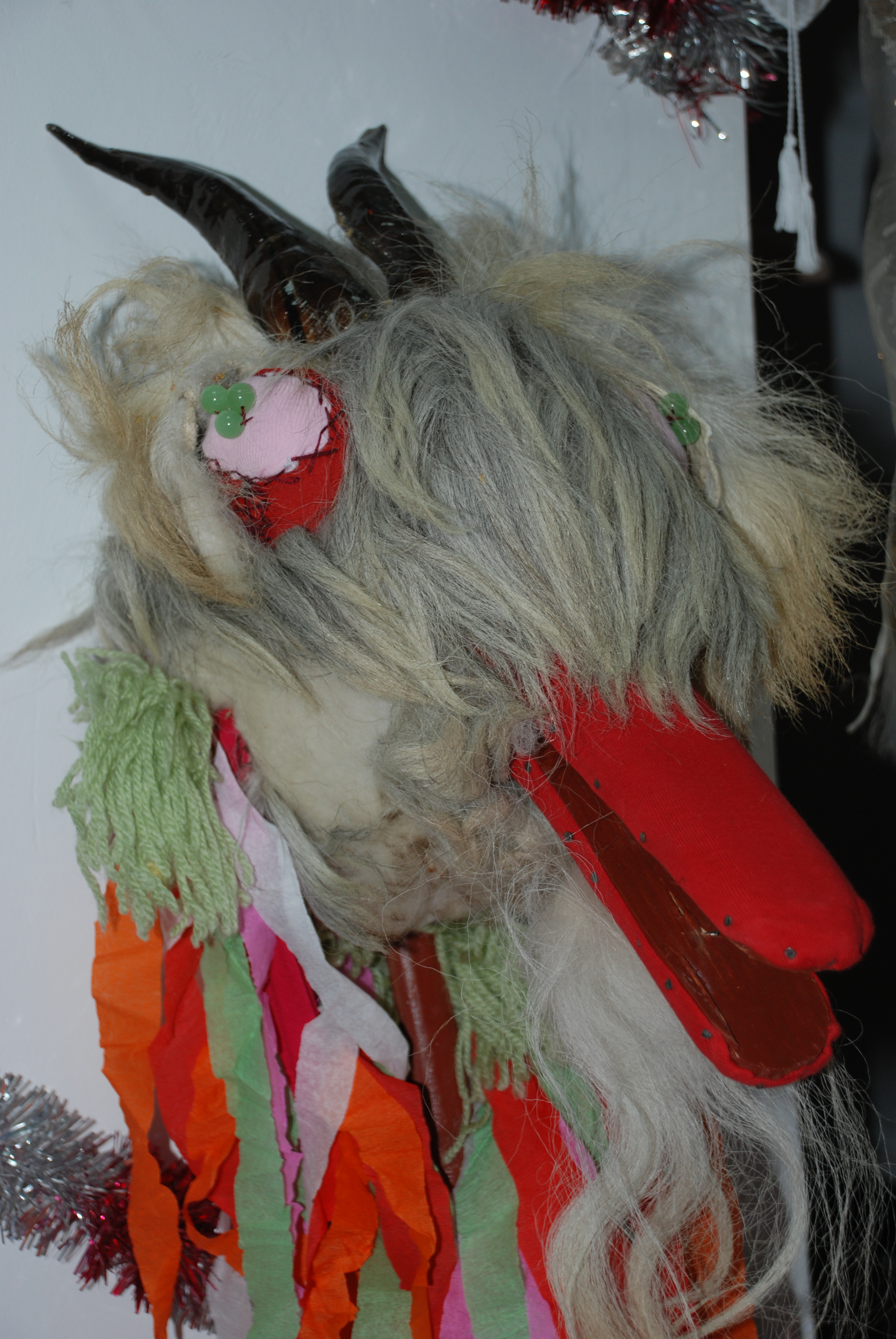
Costum pentru dansul caprei
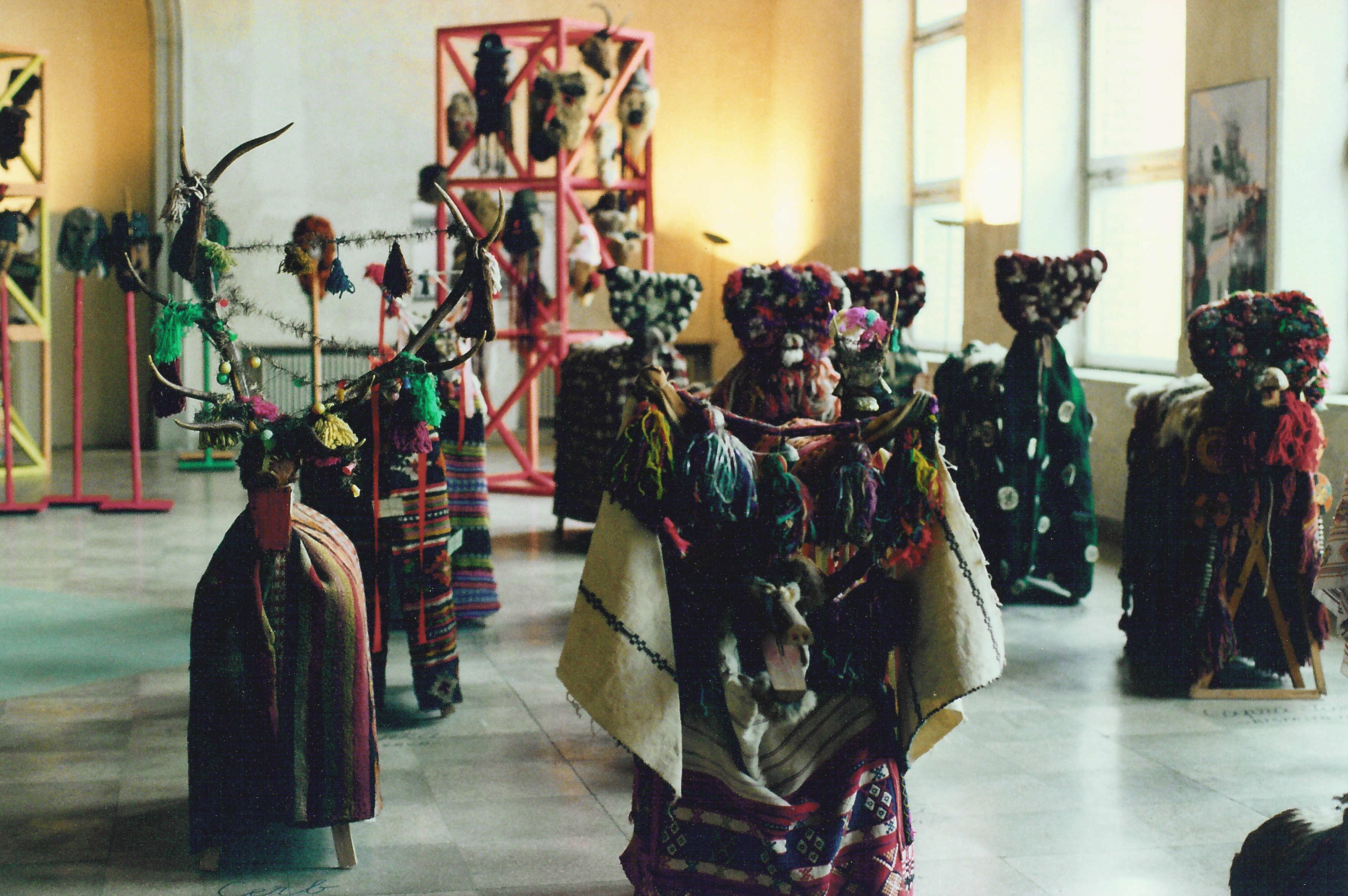
Costume expuse la Muzeul Ţăranului Român
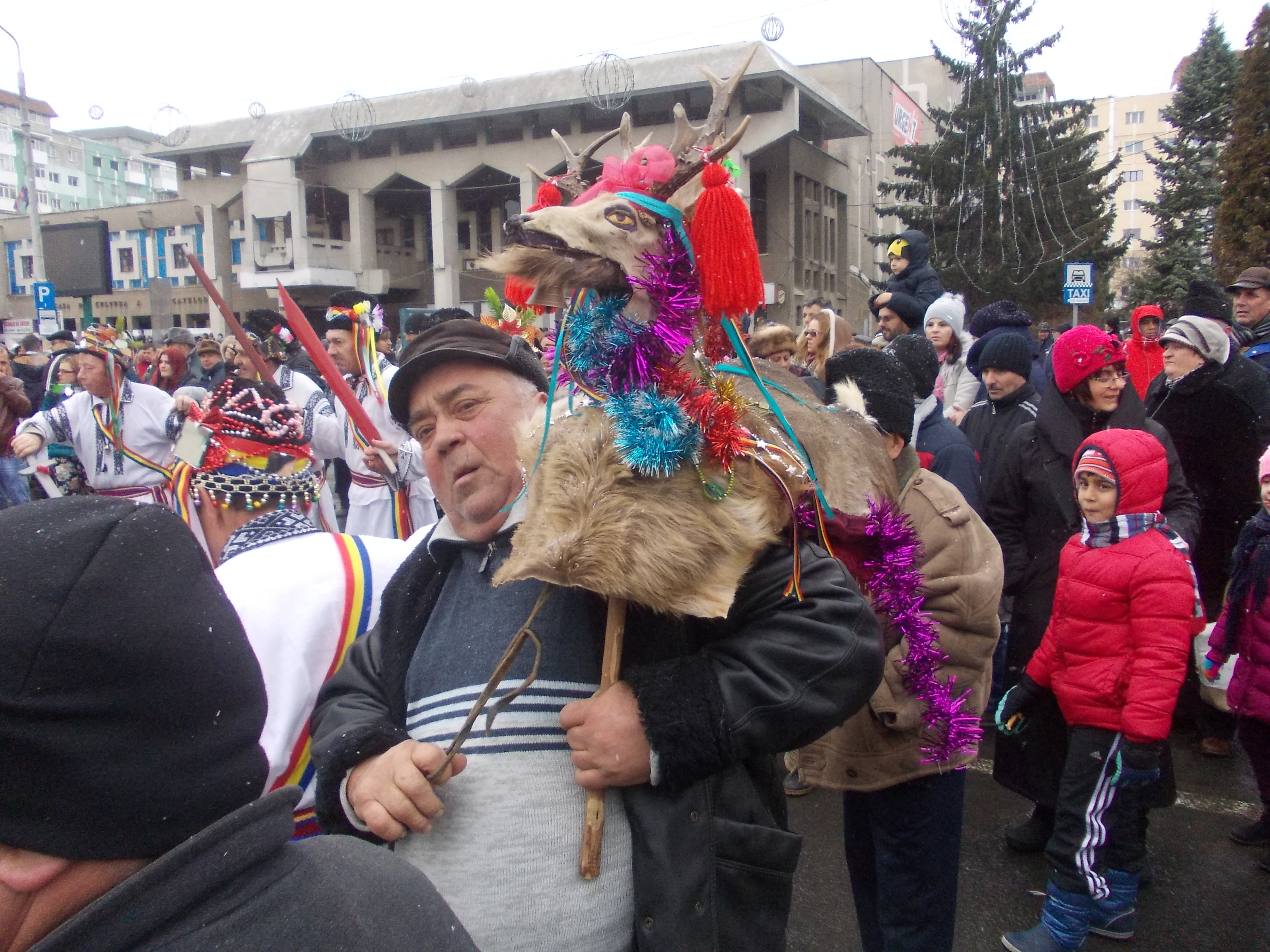
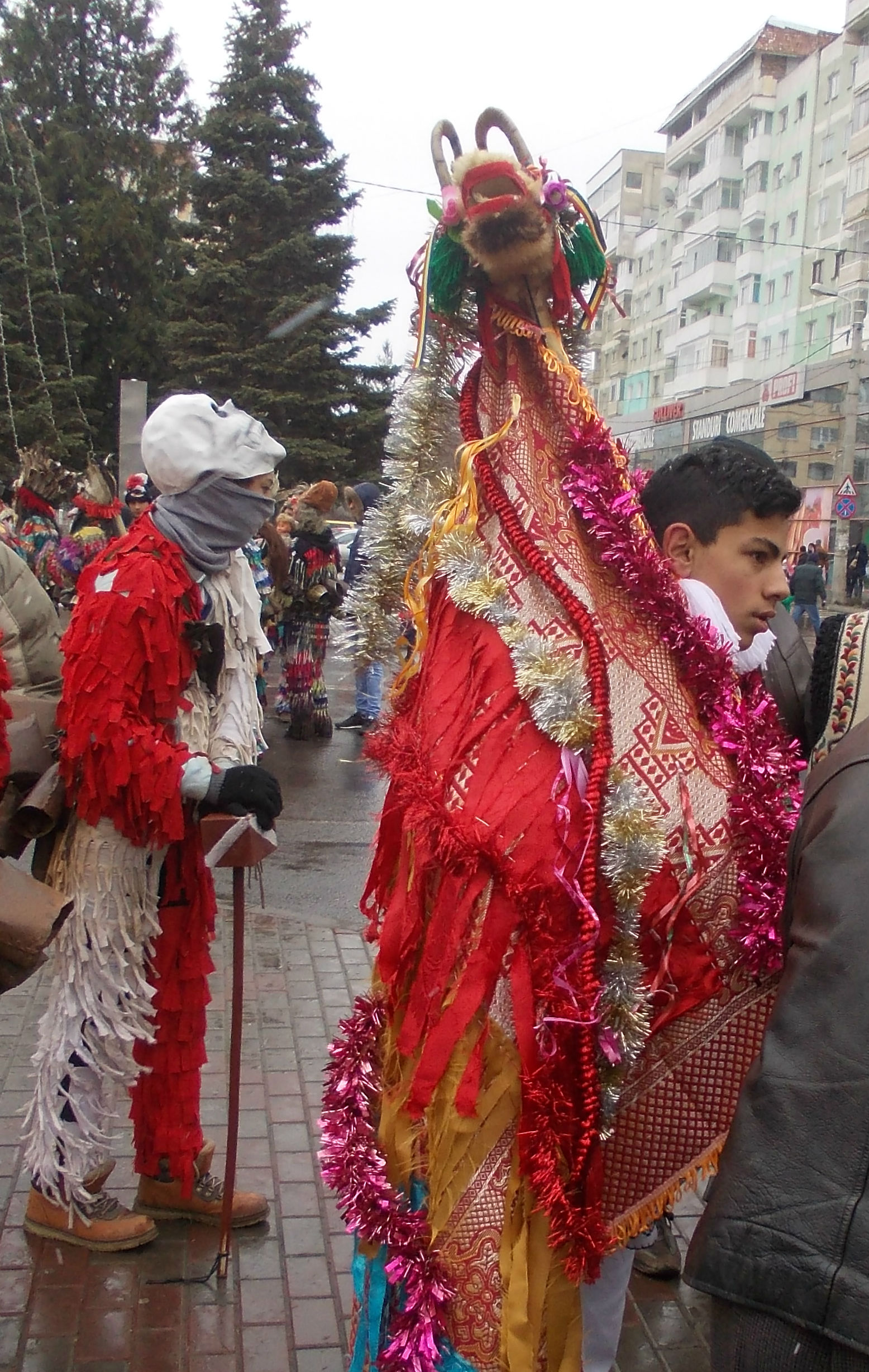